# Coll de Bernat
El Coll de Bernat és una collada dels contraforts nord-orientals del Massís del Canigó, a 1.192 metres d'altitud, en el límit dels termes comunals de Nyer i de Pi de Conflent, tots dos a la comarca del Conflent, de la Catalunya del Nord. És a la zona nord-occidental del terme de Pi de Conflent i a l'oriental del de Nyer, al sud-oest del Pic de Tres Estelles, del Pla de les Eugues i del Pic del Pla de les Eugues, i al nord-est del Pic del Solà Gros, en ple Serrat de la Menta.